# Davide Ricci Bitti
Davide Ricci Bitti (Medicina, 12 februari 1984) is een Italiaanse wielrenner.

## Belangrijkste overwinningen
2005
- 1e etappe Giro Ciclisto Pesche Nettarine di Romagna

2007
- Colle di Compito

## Resultaten in voornaamste wedstrijden
| Jaar | Ronde van Italië | Ronde van Frankrijk | Ronde van Spanje |
| ---- | ---------------- | ------------------- | ---------------- |
| 2011 | 148e             |                     |                  |